# Guillermo Zapiola
Guillermo Zapiola (Montevideo, 27 de diciembre de 1945) es un crítico e historiador de cine uruguayo.

## Trayectoria
En 1968 ganó el concurso de redacción de Cine Universitario del Uruguay con una tesis sobre el cine de Alfred Hitchcock. En 1979 fue también el ganador del concurso de Crítica y ensayos de la Cinemateca Uruguaya, con un trabajo sobre Nosferatu, el vampiro de Friedrich W. Murnau. 
Desde 1980, fue director de la Cinemateca Revista, donde ocasionalmente colaboraba como secretario de redacción. A partir de 1982, trabajó también en el control de la Cinemateca Uruguaya. Ha sido crítico de cine en el diario El País, en el periódico semanal La Democracia, donde utilizaba el seudónimo Germán Lago y en otras varias publicaciones. Ha colaborado en diversos medios de comunicación como columnista y crítico de cine.

## Obras
- Historia no oficial del cine Uruguayo. 1898-2002 (como coautor, junto a Manuel Martínez Carril), 1988